# 第二次山海關戰鬥
山海關戰鬥發生於1925年11月24日至同年11月27日，地點則是在中國冀東北以及辽西南边境区域。是北洋政府時期內戰之一，交戰原因為奉軍內鬨，郭松齡所屬奉軍第三軍團宣佈脫離奉軍，攻擊佔領山海關，並自立為東北國民軍。